# Gymnochthebius semicylindrus
Gymnochthebius semicylindrus är en skalbaggsart som beskrevs av Perkins 2005. Gymnochthebius semicylindrus ingår i släktet Gymnochthebius och familjen vattenbrynsbaggar. Inga underarter finns listade i Catalogue of Life.